# Metropolia greco-ortodossa di Pittsburgh

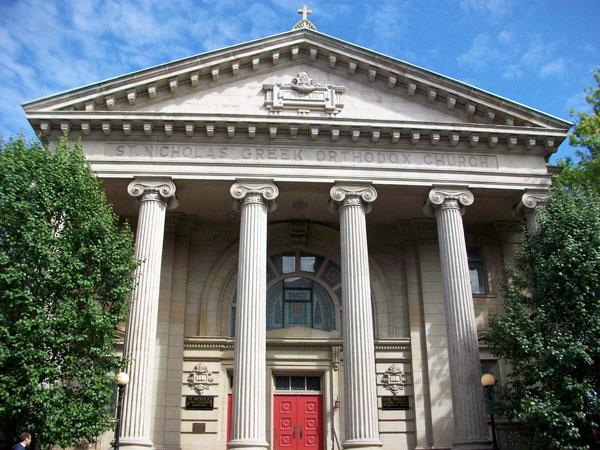
La cattedrale di San Nicola di Pittsburgh.

La metropolia greco-ortodossa di Pittsburgh (lingua inglese: Greek Orthodox Metropolis of Pittsburgh; lingua greca: Ἱερὰ Μητρόπολις Πιττσβούργου) è una circoscrizione ecclesiastica dell'arcidiocesi greco-ortodossa d'America sotto la guida spirituale e la giurisdizione del patriarcato ecumenico di Costantinopoli.
Dal 2011 è metropolita di Pittsburgh Savas Zembillas.

## Territorio
La metropolia comprende 53 parrocchie nella parte orientale dell'Arcidiocesi d'America; ha giurisdizione sullo stato americano della Virginia Occidentale e su parte di quelli della Pennsylvania e dell'Ohio.
Sede del metropolita è la città di Pittsburgh, dove si trova la cattedrale di San Nicola.
Nel territorio sorgono anche quattro comunità monastiche: il monastero di San Gregorio Palamas a Perrysville (Ohio), il monastero della Theotokos a Hayesville (Ohio), il monastero della Natività di Maria a Saxonburg (Pennsylvania), e il monastero della Santa Protezione d Maria a White Haven (Pennsylvania).

## Storia
Il territorio dell'odierna metropolia venne servito per la prima volta da vescovi greco-ortodossi a partire dal 1955 quando, nel contesto dell'Arcidiocesi del Nord e Sudamerica, venne creato un sesto distretto arcidiocesano (Archdiocesan district), a capo del quale fu posto un vescovo titolare (Assistant Bishop) per la cura pastorale dei fedeli.
In seguito alla riorganizzazione delle chiese greco-ortodosse americane, il 15 marzo 1979 fu eretta la diocesi di Pittsburgh sotto l'autorità dell'arcivescovo d'America; il 20 dicembre 2002 la diocesi è stata elevata al rango di sede metropolitana.

## Cronotassi
- Massimo Agiorgousis † (15 marzo 1979[3] - 30 agosto 2011 dimesso)
- Savas Zembillas, dal 3 novembre 2011